# Adina Pintilie
Pour les articles homonymes, voir Pintilie.
Adina Pintilie, née le 12 janvier 1980 à Bucarest (Roumanie), est une réalisatrice et scénariste roumaine.
Son premier long métrage Touch Me Not a reçu l'Ours d'or au 68e Festival international du film de Berlin.

## Biographie
Adina Pintilie a étudié à l'Université nationale d'art théâtral et cinématographique Ion Luca Caragiale.
Elle remporte l'Ours d'or à la Berlinale 2018 avec son premier long métrage Touch Me Not.

## Filmographie

### Actrice
- 2018 : Touch Me Not : Adina

### Réalisatrice et scénariste

#### Cinéma
- 2007 : Nu te supara, dar... (documentaire)
- 2009 : Balastiera#186 (court-métrage, également productrice)
- 2010 : Oxigen (court-métrage)
- 2018 : Touch Me Not (Nu mă atinge-mă) (également productrice)

## Récompenses et distinctions

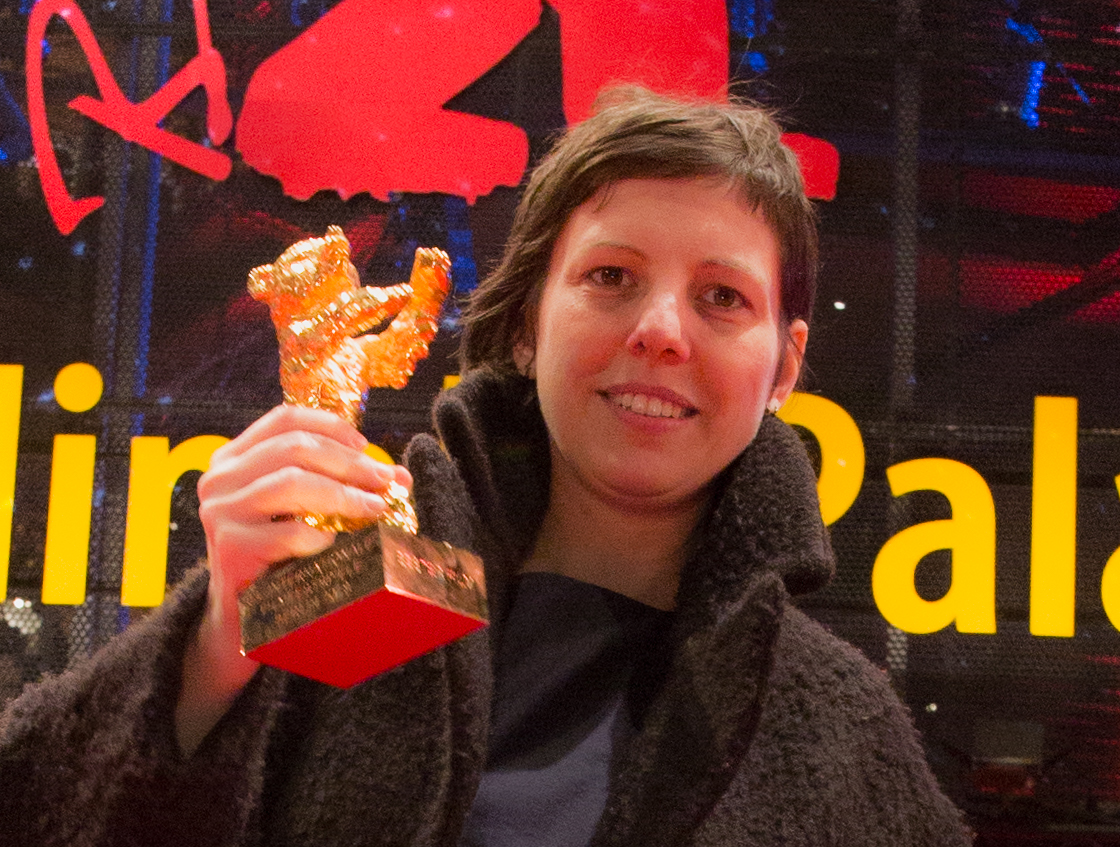
Adina Pintilie avec l'Ours d'or pour Touch Me Not

- Berlinale 2018 : Ours d'or et Prix du meilleur premier film pour Touch Me Not